# オスカー・シーズン
オスカー・シーズン（Oscar season）は、ハリウッドの映画スタジオがアカデミー賞獲得を目指して評判の高い映画を多く公開する時期である。夏のブロックバスターシーズンが終わった秋頃がおおよその開始時期と言われる。

## 起源
アカデミー賞は毎年2月下旬か3月上旬頃に行われ、そして賞を獲得することにより映画の売り上げを伸ばすきっかけとなる。これを利用するためにスタジオは、秋季に「オスカーの価値がある」と考える映画を公開する。その結果、映画は賞の直前に批評家やアカデミー会員に鑑賞され、記憶に新しく残ることになり、ノミネートの確率を上げることになる。
しかしながら受賞することは常に映画の商業的な成功につながるわけではない。2010年に『ハート・ロッカー』アカデミー作品賞を受賞したが、北米での興行収入は1600万ドルに終わった。製作者は、この商業的な失敗の原因は海賊版の横行のであると考えた。

## キャンペーン
オスカー・シーズンの間、スタジオは受賞を目指してキャンペーンを行い、そしてアカデミー賞会員に影響を与えるために大金を費やす。ミラマックスのハーヴェイ・ワインスタインはこのキャンペーンに関して特に悪名高かった。例を上げると、ミラマックスの映画『イン・ザ・ベッドルーム』と競っていた『ビューティフル・マインド』を貶めるため、ジョン・ナッシュは反ユダヤ主義者であるという噂をワインスタインが流したと言われている。また、批評家から賛否両論であった『愛を読むひと』がノミネートされた際もワインスタインの暗躍が疑われた。同年に死去したアンソニー・ミンゲラ・シドニー・ポラックが製作総指揮を務めていたため、追悼票を囲い込む戦略に打って出たと多くの批評家が指摘している。
スタジオの社長は、自社の映画のキャンペーンすることにおいて通常、個人的に責任を負っている。これは賞の前に「友人」のために有名人を集めたプライベート・パーティーの司会をすることで示される。ユニバーサル・ピクチャーズのCEOのロナルド・メイヤーは、ロン・ハワード、ブライアン・グレイザー、フランク・ランジェラのためにカクテル・パーティの司会をした。